# Rolf Gérard
Rolf Gérard (Berlino, 9 agosto 1909 – Ascona, 19 novembre 2011) è stato uno scenografo, costumista e pittore tedesco.

## Biografia
Nato a Berlino, figlio di Walter Gérard, scienziato tedesco di origine ugonotta e della celebre cantante italiana Mafalda Salvatini.
Con l'insistente spinta dei genitori Rolf Gérard studiò medicina integrata alla Filosofia e la Logica.
In Germania, nel frattempo, era dilagato il nazismo, così nel 1932 si ritrovò ad Oxford, una della poche oasi dove ancora era concesso la libertà di pensiero. Nel 1933 la situazione in Germania si aggravò ulteriormente quindi Rolf Gérard si spostò in Francia. Frequentò la Sorbona e l'ambiente artistico di Parigi dell'epoca, ma per finire i suoi studi dovette spostarsi a Basilea dove nel 1937 si laureò in medicina.
Poco dopo si trasferì a Londra, l'ambiente artistico che lo circondava spronò il suo interesse verso la musica ed il teatro e fu in quel periodo che l'arte prevale su di lui. Più tardi, con la seconda guerra mondiale, la grande mancanza di medici gli permise di esercitare la sua professione.
In mezzo allo svolgersi della guerra conobbe il famoso regista Peter Brook e iniziò a collaborare con lui. Durante la guerra conobbe, inoltre, Oskar Kokoschka, il quale gli insegnò molto. 
Finita la guerra, con Peter Brook allestirono Romeo e Giulietta a Stratford-upon-Avon, città natale di Shakespeare. Nel frattempo ottenne la cittadinanza inglese.
Poco dopo ebbe l'onore di svolgere attività di scenografo di opere mozartiane per la Glyndebourne Oper, nel Sussex e anche a Edimburgo. Nel 1950 fu chiamato a New York dal direttore del Metropolitan Opera, Rudolf Bing, per l'allestimento dell'opera verdiana Don Carlo. Fu l'inizio di una collaborazione durata più di 20 anni.
Nel 1951 si sposò con Kyra, di origine russa, che schiuse a Rolf Gérard un nuovo mondo, quello slavo. Tra il 1955 e inizio anni settanta lavorò a Parigi, conobbe Pablo Picasso e diventarono amici, gli fu conferito il titolo di Chevalier de la Légion d'honneur e nel 1971 quello di Officier per l'attività svolta in Europa e in America.
In quell'epoca fu chiamato dall'Opera di Ginevra da Herbert Graf, e in quello stesso periodo sua moglie si ammalò e morì. Con la scomparsa della sua più grande ispiratrice, Rolf Gérard lasciò Ginevra e da allora è vissuto ad Ascona, dove, nel 2006 è nata la Fondazione Rolf Gérard e dove è scomparso nel 2011 all'età di 102 anni.

## Mostre
- 1939 Calman Gallery, Londra
- 1951 Delius Gallery, New York
- 1952 Delius Gallery, New York
- 1953 Schoneman Galleries, New York
- 1955 Au Pont des Arts, Galerie Lucie Weill, Parigi
- 1955 Galerie Chalette, New York
- 1957 Au Pont des Arts, Galerie Lucie Weill, Parigi
- 1957 Sagittarius Gallery, New York
- 1958 Richard-Wagner-Gedenstätte, Bayreuth
- 1959 Sagittarus Gallery, New York
- 1960 Wildenstein, New York
- 1961 Galerie René Drouet, Parigi
- 1961 Wildenstein, New York
- 1964 Wildenstein, New York
- 1967 The Contemporaries, New York
- 1970 Wright/Hepburn/Webster Gallery, New York
- 1974 Galerie Bernheim-Jeune, Parigi
- 1975 The Fine Art Society Ltd, Londra
- 1983 Galerie Stadthaus, San Gallo
- 1984 Galleria AAA, Ascona
- 1992 Galleria AAA, Ascona
- 1994 Fondazione Museo Epper, Ascona
- 1996 Fondazione Museo Epper, Ascona
- 1999 Fondazione Museo Epper, Ascona
- 2001 Fondazione Museo Epper, Ascona
- 2005 Fondazione Rolf Gérard, Ascona
- 2007 Fondazione Rolf Gérard, Ascona

## Museo e fondazione
Nel 2006 è stato aperto un museo ad Ascona, gestito dalla "Fondazione Rolf Gérard". Esso ha curato le mostre:
- 2005 - Bozzetti e Scenografie di Don Carlo, Rolf Gérard (apertura della sede)
- 2006 - Rolf Gérard, un diario lungo 90 anni, Rolf Gérard (presentazione monografia)
- 2008 - I dipinti neri, Rolf Gérard
- 2009 - Lisa della Casa, Esposizione dedicata alla cantante lirica svizzera
- 2009 - Venezia, Rolf Gérard (Centenario di Rolf Gérard)

## Libri illustrati e cartelle
- Love Affair di Eleanor Farjeon, pubblicato da Michael Joseph, DžLimited, Londra 1947
- Sweet as a Pickle and Clean as a Pig di Carson McCullers, pubblicato da Houghton Mifflin Company, Boston 1964
- Venezia testo di Henry Dauberville - 60 acquarelli e disegni, pubblicato da galerie Bernheim-Jeune, Parigi 1974
- Sotto un raggio di sole testo di Lise Deharme, pubblicato da Fernand Mourlot Editeur, Parigi 1974, cartella con 8 litografie originali stampate nell'atelier di Mourlot, Parigi
- Le stagioni di Venezia, introduzione di Henry Dauberville, pubblicato da Bernheim-Jeune, Parigi 1975, cartella con 8 litografie originali stampate nell'atelier di Mourlot, Parigi

## Opere
- Rolf Gérard, Un diario lungo 90 anni, Benteli Verlags AG, Berna e Fondazione Rolf Gérard Ascona, 2007

### Collaborazione a libri
- Lilli Palmer, Dicke Lilli - gutes Kind, Droemer Knaur Verlag Schoeller & Co., Zurigo 1974
- Peter Brook, Oublier le temps, Editions du Seuil, Francia 2003